# Вышний Волочёк (станция)
Вы́шний Волочёк — железнодорожная станция в одноимённом городе Тверской области, находится на линии Санкт-Петербург — Москва Октябрьской железной дороги между узловыми станциями Бологое-Московское и Лихославль.

## История
Ещё до открытия станции, при строительстве железной дороги, в 1848 году, в районе г. Вышний Волочёк, на реке Цна была устроена пристань и временный железнодорожный подъездной путь для перевозки локомотивов и вагонов. 26 июля (7) августа 1849 года было открыто служебное движение поездов от Вышнего Волочка до Твери, а (29 июня (12) июля) 1850 года постоянное.
Станция открыта в 1850 году под названием Вышневолоцкая в составе участка Тверь — Вышний Волочёк, в составе Санкт-Петербурго-Московской железной дороги и относилась к 3-му классу. Приказом МПС № 227 от 21 декабря 1850 года утверждено название станции. После переименовании дороги 8 (20) сентября 1855 года станция вошла в состав Николаевской железной дороги и в 1863 году получила нынешнее название в создаваемой сети железных дорог.
Первоначально на станции было построено две каменные водонапорные башни и две деревянные высокие платформы по обеим сторонам от путей. Согласно данным архива, в 1854 году были построены 2 пассажирских деревянных дома (вокзала), которые располагались, как и платформы, с обеих сторон. В 1867 году началось строительство товарной станции и к 1869 году построен один деревянный пакгауз на каменных стульях, крытый железом, длиной 20 сажень (40 метров) с примыкающими к нему крытыми платформами длиной 6,46 сажень (13 метров) с двух сторон, а также отдельные платформы в продолжении примыкающей к пакгаузу, площадью 56 кв. саж.
В 1888 году удлинена платформа с Московской стороны на 20 сажень (40 метров).
Для укрытия от осадков пассажиров, ожидающих прибытия и отправления поездов, в 1889—1890 годах, на платформах строятся деревянные, крытые железом и обшитые с трёх сторон навесы длиной 18 сажень (36 метров).

Во время управления Главным обществом российских железных дорог с 1868 по 1893 годы на станции были увеличены деревянные вокзалы, сделаны симметричные пристройки с обеих сторон зданий размерами 2 х 4 сажен каждая.

В конце XIX века сгорел деревянный вокзал с Петербургской стороны, в 1899—1905 году был построен кирпичный ныне действующий вокзал. Станция имеет основное здание вокзала справа по ходу из Санкт-Петербурга и дополнительное здание слева по ходу. Здания соединены между собой переходным мостом. В 1904 году со стороны Москвы построена каменная платформа.
С 27 февраля 1923 года, после переименовании дороги, станция в составе Октябрьской железной дороги, приказом НКПС № 1028 от 20 августа 1929 года станция в составе Октябрьских железных дорог, с 1936 года станция в составе Октябрьской железной дороги.
Согласно тарифному руководству № 4 от 1965 года на станции производит работы по приёму и выдачи повагонных грузов, допускаемых к хранению на открытых площадках, хранению грузов повагонными и мелкими отправками, загружаемых целыми вагонами на подъездных путях и местах необщего пользования, приёму и выдачи повагонных грузов, допускаемых к хранению в крытых складах, приёму и выдачи грузов в универсальных контейнерах МПС на станциях, а также продажа билетов на все пассажирские поезда, приём и выдача багажа.
В 1971 году присвоен код ЕСР № 0723, 1975 году присвоен новый код ЕСР № 07230., с 1985 года новый код АСУЖТ (ЕСР) № 062702.
В 1982 году станции присвоен код Экспресс-2 № 20460, с 1994 года новый код Экспресс-3 № 2004460.
В разные годы от станции были проложены различные подъездные пути:

В 1877 году устроен подъездной путь к лесным складам, длиной 1,070 вёрст..
В 1898 году построена ветвь к мануфактурной фабрике Рябушинского (Вышневолоцкий хлопчатобумажный комбинат) длиной 0,812 вёрст..
В 1922 году построена дрововозная ветка к Фроловской пристани (на берегу Вышневолоцкого водохранилища) длиной 9,04 вёрст.
На станции 4 пути, из них 2 (проходящие по центру) не имеют платформ, а 2 крайних пути имеют боковые высокие платформы.
Поезда, не имеющие остановки на станции, пропускаются по центральным путям, а останавливающиеся — по крайним. В настоящее время максимальная скорость поездов по 1-му главному пути — 230 км/час, по второму главному пути — 200 км/час.

## Дальнее сообщение
По состоянию на декабрь 2018 года через станцию курсируют следующие поезда дальнего следования:
| Круглогодичное обращение поездов   | Круглогодичное обращение поездов   | Круглогодичное обращение поездов   | Круглогодичное обращение поездов   |
| № поезда                           | Маршрут движения                   | № поезда                           | Маршрут движения                   |
| ---------------------------------- | ---------------------------------- | ---------------------------------- | ---------------------------------- |
| 9 «Псков»                          | Псков — Москва                     | 10 «Псков»                         | Москва — Псков                     |
| 15 «Арктика»                       | -                                  | 16 «Арктика»                       | Москва — Мурманск                  |
| 17 «Карелия»                       | Петрозаводск — Москва              | 18 «Карелия»                       | -                                  |
| 23 «2-х этажный»                   | Санкт-Петербург — Москва           | 24 «2-х этажный»                   | Москва — Санкт-Петербург           |
| 29                                 | Санкт-Петербург — Москва           | 30                                 | Москва — Санкт-Петербург           |
| 35 «Северная Пальмира 2-х этажный» | -                                  | 36 «Северная Пальмира 2-х этажный» | Адлер — Санкт-Петербург            |
| 41                                 | Великий Новгород — Нижний Новгород | 42                                 | Нижний Новгород — Великий Новгород |
| 43                                 | Санкт-Петербург — Новороссийск     | 44                                 | Новороссийск — Санкт-Петербург     |
| 87                                 | Санкт-Петербург — Смоленск         | 88                                 | Смоленск — Санкт-Петербург         |
| 89                                 | -                                  | 90                                 | Волгоград — Санкт-Петербург        |
| 91                                 | Мурманск — Москва                  | 92                                 | Москва — Мурманск                  |
| 109                                | Санкт-Петербург — Астрахань        | 110                                | -                                  |
| 111                                | Санкт-Петербург — Воронеж          | 112                                | -                                  |
| 115                                | Санкт-Петербург — Адлер            | 116                                | Адлер — Санкт-Петербург            |
| 119                                | Санкт-Петербург — Белгород         | 120                                | Белгород — Санкт-Петербург         |
| 121                                | Санкт-Петербург — Владикавказ      | 122                                | -                                  |
| 127                                | -                                  | 128                                | Москва — Санкт-Петербург           |
| 131                                | Санкт-Петербург — Ижевск           | 132                                | -                                  |
| 135                                | Санкт-Петербург — Махачкала        | 136                                | -                                  |
| 145                                | Санкт-Петербург — Челябинск        | 146                                | -                                  |
| 753 «Сапсан»                       | Санкт-Петербург — Москва           | 754 «Сапсан»                       | Москва — Санкт-Петербург           |
| 759 «Сапсан»                       | Санкт-Петербург — Москва           | 760 «Сапсан»                       | Москва — Санкт-Петербург           |
| 769 «Сапсан»                       | Санкт-Петербург — Москва           | 770 «Сапсан»                       | Москва — Санкт-Петербург           |
| 777 «Сапсан»                       | Санкт-Петербург — Москва           | 778 «Сапсан»                       | Москва — Санкт-Петербург           |

| Сезонное обращение поездов | Сезонное обращение поездов | Сезонное обращение поездов | Сезонное обращение поездов |
| № поезда                   | Маршрут движения           | № поезда                   | Маршрут движения           |
| -------------------------- | -------------------------- | -------------------------- | -------------------------- |
| 55                         | Санкт-Петербург — Москва   | 56                         | Москва — Санкт-Петербург   |
| 209                        | Санкт-Петербург — Москва   | 210                        | Москва — Санкт-Петербург   |
| 245                        | Санкт-Петербург — Ейск     | 246                        | Ейск — Санкт-Петербург     |
| 259                        | Санкт-Петербург — Анапа    | 260                        | Анапа — Санкт-Петербург    |
| 293                        | Мурманск — Анапа           | 294                        | Анапа — Мурманск           |
| 479                        | Санкт-Петербург — Сухум    | 480                        | -                          |